# 小林幾英
小林 幾英（こばやし いくひで、生没年不詳）とは、明治時代の浮世絵師。

## 来歴
落合芳幾の門人。本姓は小林、名は英次郎。飛幾亭、箴飛亭（しんぴてい）と号す。作画期は明治18年（1885年）から明治31年（1898年）の頃にかけてで、たて1枚及び3枚続の「東京名所」シリーズや「東錦倭風俗」の3枚続物の他、明治20年代に鉄道錦絵、憲法発布、磐梯山噴火図などを主に名所絵、風俗画、戦争絵を描いている。

## 作品
- 「浅草公園富士山繁栄之図」　大判錦絵3枚続　※明治20年
- 「東京名所之内　雪中吾妻橋の図」　大判錦絵3枚続　※明治21年から明治23年
- 「東京名所之内　日本橋真景」　大判錦絵3枚続　郵政博物館所蔵　※明治21年から明治23年
- 「岩代国磐梯山噴火之図」　大判錦絵3枚続　※明治21年
- 「憲法発布式祝祭図」　大判錦絵9枚続　※明治22年
- 「憲法祭御発輦之図」　大判錦絵3枚続　※明治22年
- 「新演劇川上一座佐賀暴動記ノ内　甲ノ浦の場」　大判錦絵3枚続　早稲田大学演劇博物館所蔵（）　※明治24年
- 「我軍占領地軍用鉄道」　大判錦絵3枚続　※明治28年
- 「日本海陸軍万歳威海衛附近大激戦之図」　大判錦絵3枚続　※明治28年
- 「台湾人民降参之図」　大判錦絵3枚続　※明治28年
- 「奠都三十年祝賀祭御遊覧之図」　大判錦絵3枚続　※明治31年